# Immortality
Immortality (рус. Бессмертие) — интерактивная видеоигра в жанре мистического хоррора. Разработчиком выступил Сэм Барлоу, издателем— Half Mermaid Productions. В августе 2022 года Immortality была выпущена для Windows и Xbox Series X/S. В ноябре 2022 года через приложение Netflix были выпущены версии для Android и iOS. Версия для macOS находится в разработке.

## Геймплей
В игре рассказывается история Мариссы Марсель (Манон Гейдж) — модели и актрисы трёх так и невыпущенных на экран фильмов 1968, 1970 и 1999 годов. С тех пор она пропала без вести, и задача игрока — разгадать тайну её исчезновения. Так же как и в предыдущих работах Барлоу Her Story и Telling Lies, «Immortality» включает в себя использование полноэкранного видео, чтобы игрок мог собрать воедино факты из судьбы Марсель. Плеер начинается с отрывка из одного из трех фильмов, и игрок может поставить видео на паузу и нажать на интересующего человека или предмет. Далее в игре будут показаны другие отрывки из трех фильмов, а также закулисные моменты производства, телепередачи и отрывки интервью, которые помогут игроку искать других людей или предметы.

## Сюжет
Большая часть сюжета раскрывается через манипуляцию секретными кадрами из фильмов, телеинтервью и т.д. Из-за этого сюжет развивается в нехронологическом, ломаном формате повествования.
Два бессмертных существа под кодовым названием «Первый» и «Иной», предшествовали человечеству и, будучи бессмертными, принимали вид людей и жили их жизнями. При этом сам человек вроде бы умирал, однако элементы его личности и его воспоминания смешивались с личностями и воспоминаниями существ. Люди могут регенерировать после смерти, однако сжигание считается препятствием для восстановления, хотя концовка ставит это под сомнение.
«Первый» и «Иной» кажутся парой, хотя их отношения никогда явно не определяются. «Первый» очарован человечеством, особенно его склонностью к сексу, насилию и искусству. Отношение «Иного» к человечеству нельзя назвать однозначным, люди для него — низшие копии бессмертных существ. По его мнению бессмертные и люди должны существовать отдельно друг от друга. Тем не менее, он потворствует «Первому» в его исследовании человечества.
«Первый» во имя милосердия принимает обличье Мариссы Марсель во время её смертельного ранения немецкими солдатами времён Второй мировой войны. В 1968 году якобы Марисса проходит прослушивание и получает роль в фильме «Амброзио», основанном на готическом романе Мэтью Льюиса «Монах». Во время съёмок у неё завязываются романтические отношения с оператором-постановщиком Джоном Дьюриком. Режиссёр фильма «Амброзио» Артур Фишер крадёт негативы, что не позволяет фильму выйти в прокат.
Два года спустя Джон начинает съёмки нового фильма — детективной истории с названием «Мински» о мире авангардного искусства Нью-Йорка, выбрав Мариссу на главную роль. Марисса вносит значительный творческий вклад в фильм. «Иной», приняв обличье человека по имени Карл Гудман, присоединяется к актёрскому составу в качестве исполнителя мужской главной роли. Отношения Мариссы и Джона ухудшаются, так как у Карла также завязываются романтические отношения с Джоном. Во время съёмок Марисса стреляет и убивает Карла из бутафорского револьвера в упор. Остальным актёрам и съемочной группе это кажется трагической случайностью, но правда в том, что «Первый» намеренно убил «Иного». Смерть Карла приводит к остановке съемок, и фильм так и не выходит в прокат. Марисса раскрывает Джону истинную природу её и Карла как бессмертных. Ужаснувшись и тем самым вызвав разочарование «Первого», Джон подписывает себе смертный приговор. После убийства Джона «Первый» принимает его форму, теряя обличье Мариссы. Широкая общественность объясняет исчезновение Мариссы затворничеством.
Почти 30 лет спустя режиссёр самого первого фильма «Амброзио» Артур Фишер отдает негативы фильма  Джону, пытаясь избавиться от предсмертных мук совести. Ностальгия заставляет «Первого» с любовью вспоминать Мариссу, принимая её форму одновременно с формой Джона, по существу существуя в двух телах одновременно. Тем временем актриса Эми Арчер просматривает кадры смерти Карла, что позволяет «Иному» принять её форму. Джон, Марисса и Эми начинают работу над новым драматическим фильмом «Всё на двоих» о поп-звезде по имени Мария и её двойнике Хизер. Дублёрша, притворяясь Марией, ведёт образ жизни поп-звезды. Джон руководит, Марисса играет  Марию и Хизер (параллельно с попыткой «Первого» существовать как два человека), а Эми играет злодейку, которая убивает Хизер, думая, что она Мария. Во время съемок и Джон, и Марисса ведут себя странно: Марисса иногда не отвечает на вопросы, страдает носовым кровотечением, и она, и Джон иногда падают в обморок. Джон также часто отсутствует во время съемок из-за того, что «Первый» не в состоянии поддерживать обе формы одновременно. В нескольких кадрах Эми умоляет Мариссу сделать перерыв, но Марисса не соглашается. Во время одного из дублей у Мариссы спонтанно идет кровь из головы. «Иной» напоминает ей, что их вид не может существовать в двух формах одновременно. Прежде чем Марисса полностью перестанет отвечать, она просит Эми/«Иного» помочь ей умереть на экране. Съемки фильма «Всё на двоих» прерываются.
Во время наблюдения игроком того, как горит тело Мариссы, сетка, содержащая все клипы, которые он собрал во время игры, медленно исчезает, открывая лицо «Первого». Игрок объявляется новым хозяином бессмертных: они «теперь часть тебя».

## Актёрский состав
- Манон Гейдж в роли Мариссы Марсель
- Ганс Кристофер в роли Джона Дурика
- Джон Эрл Робинсон в роли Артура Фишера
- Сесар Д’Ла Торре в роли Фабио, помощника второго оператора
- Джоселин Донахью в роли Эми Арчер
- Шарлотта Молин в роли Единственной
- Тимоти Ли Деприст в роли Другого
- Тай Молбак, как Карл Гудман
- Катарина Морхакова в роли Дайан Уиллис
- Майкл Отис в роли Эндрю Хессенберга
- Яша Шлесерс в роли Софии Морганы
- Брук Энн Смит в роли Агнес/Джейн Смит
- Джастин Сорвилло, как художник
- Майлз Санто в роли Роберта Джонса
- Дэниел В. Граулау в роли детектива Уокера

## Разработка
Барлоу объявил Immortality как «Проект Амброзио» в 2020 году и в течение года описывал в блоге его развитие. Он писал, что игра имеет больше черт жанра ужасов, чем его предыдущие игры. Барлоу привлек к игре трех дополнительных сценаристов: Аллана Скотта, Амелию Грей и Барри Гиффорда. Официально игра была анонсирована на выставке E3 2021 для Microsoft Windows, iOS и Android. В марте 2022 года Half Mermaid Productions объявила, что версия для Xbox Series X/S также будет доступна при запуске. Во время PC Gaming Show 2022 было объявлено, что игра выйдет 26 июля 2022 года, но позже релиз был отложен до 30 августа 2022 года. В августе 2022 года было объявлено, что мобильные версии будут опубликованы Netflix.

## Релиз
Премьера Immortality состоялась на кинофестивале Tribeca в июне 2022 года. 30 августа 2022 года игра была выпущена на Xbox Series X/S, Xbox Game Pass и Windows через Steam и GOG. В ноябре 2022 года мобильная версия Immortality была выпущена на Netflix через Google Play и IOS.

## Отзывы критиков
| Сводный рейтинг       | Сводный рейтинг         |
| Агрегатор             | Оценка                  |
| --------------------- | ----------------------- |
| Metacritic            | PC: 88/100 XSXS: 88/100 |
| Иноязычные издания    |                         |
| Издание               | Оценка                  |
| Destructoid           | 9/10                    |
| Edge                  | 10/10                   |
| EGM                   | [ 20 ]                  |
| Eurogamer             | Recommended             |
| GameSpot              | 8/10                    |
| GamesRadar+           | [ 23 ]                  |
| IGN                   | 8/10                    |
| PC Gamer (US)         | 95/100                  |
| The Guardian          | [ 26 ]                  |
| VG247                 | [ 27 ]                  |
| Русскоязычные издания |                         |
| Издание               | Оценка                  |
| StopGame.ru           | Похвально               |

Согласно агрегатору обзоров Metacritic, Immortality получила «в целом положительные» отзывы — 88 из 100.
Журнал Edge присвоил Immortality высшую оценку 10/10, что стало 24-й игрой в его истории, получившей высший балл.
Кроме того, Immortality получила высокую оценку за актёрскую игру:
- Манон Гейдж за свою роль Мариссы Марсель получила особое признание критиков, так журнал Edge назвал её игру «выдающейся», Vulture —"нокаутирующим выступлением"[30], Pure Xbox назвал Гейдж суперзвездой[31], Vice сравнила актёрскую игру с жонглированием на одноколесном велосипеде посреди гонки Indy 500[32];
- Шарлотту Молин журнал Edge назвал «замечательной»[29], сайт IGN —"завораживающей"[33], Well Played AU пообещал, что о работе [Молин] будет думать долгие годы"[34], Video Games Are Good отметил, что Молин «[заставляет] нас плакать, смеяться, вздрагивать и краснеть почти в каждой сцене, в которой она [находится]»[35].

Игра менее доступна для русскоязычной аудитории из-за отсутствия перевода на русский язык, требуется приемлемое знание английского (умение слушать и читать субтитры).

### Награды
| Год  | Награда                | Категория                            | Результат | Ссылка |
| ---- | ---------------------- | ------------------------------------ | --------- | ------ |
| 2022 | Golden Joystick Awards | Лучшая исполнительница (Манон Гейдж) | Победа    | [ 37 ] |
| 2022 | Golden Joystick Awards | Лучшая игра года                     | Номинация | [ 37 ] |
| 2022 | Golden Joystick Awards | Лучшее повествование                 | Номинация | [ 37 ] |
| 2022 | The Game Awards 2022   | Лучшее исполнение (Манон Гейдж)      | Номинация | [ 38 ] |
| 2022 | The Game Awards 2022   | Лучшее повествование                 | Номинация | [ 38 ] |
| 2022 | The Game Awards 2022   | Лучшее игровое направление           | Номинация | [ 38 ] |
| 2022 | Edge                   | Лучшая игра года                     | Победа    | [ 39 ] |